# Enrique Gánem Corvera
Enrique Gánem Corvera (Ciudad de México, 16 de abril de 1960) es un biólogo, divulgador científico, director y conductor de radio, televisión y conferencista mexicano. Conocido como "El Explicador", ha divulgado la ciencia en México desde 1974, y es autor de distintas publicaciones en la materia.

## Biografía
Dio su primera conferencia a los 14 años de edad en la sede de la Sociedad Astronómica de México en la Ciudad de México, a los 17 años empezó a trabajar en el Planetario Luis Enrique Erro. Desde entonces ha impartido centenares de conferencias para diversos públicos, se ha caracterizado por explicar temas científicos complejos de manera accesible a las grandes audiencias.
Desde 1989 incursionó en la radio. Escribió y narró cápsulas sobre Biología en ABC Radio.
De enero de 1992 a septiembre de 2000 dirigió, escribió y condujo el programa Con...Ciencia dedicado a la ciencia y la tecnología, junto con María de los Ángeles Aranda durante los 8 y medio años que permaneció al aire desde 1992 transmitido ininterrumpidamente en 760 y 690 de AM. 
Desde 1993 a 1996 condujo los programas para televisión Documentales de Divulgación Científica transmitido en los horarios de RTC en todas las estaciones, Teleconferencias de la Semana Nacional de Ciencia y Tecnología transmitido por los canales 2, 4 y 9 en horarios de RTC, Teleconferencias de Verano transmitido por el canal 9 y 21 canales regionales en toda la República Mexicana, además condujo y realizó su guionismo en el programa Explicando la Noticia transmitidos por el canal 9. Todos estos programas fueron realizados en la Unidad de Televisión Educativa de la SEP.
De junio de 1994 a junio de 1995 Condujo, realizó su guionismo, redactó notas y realizó entrevistas para el programa Ciencia Hoy de TV UNAM y CANAL 11 IPN transmitido por Canal 11 IPN a nivel nacional.
Desde 1995 a 1999 condujo y escribió para el Educational Management Group programas de una hora de duración transmitidos por la U.T.E. en vivo a ambos lados de la frontera norte del país para escuelas de nivel básico y medio de habla hispana en México y los Estados Unidos incluyendo exposiciones y respuestas a preguntas realizadas por los alumnos por vía telefónica, además fueron transmitidos en los horarios de RTC en varios canales.
En 1997 Escribió y condujo los programas El Mundo de la Física, La Química Moderna y Nuestro Planeta para escuelas de habla hispana en México y E.U. para el Educational Management Group.
De 1999 a 2001 fue conductor de la sección Causa y Efecto dedicada a temas científicos y tecnológicos transmitido de lunes a viernes a las 21:00 horas. en el Noticiario Nocturno del Canal 40, conducido por Ciro Gómez Leyva y Denise Maerker.
En el 2000 Condujo los programas de la serie  Ciencia: Conocimiento Para Todos transmitida por EDUSAT y presentado por la SEP como parte de su Programa Nacional de Actualización para Maestros.
De septiembre de 2001 a noviembre de 2003 inició la sección El Explicador que se transmitió en el noticiario matutino de Imagen Informativa de Grupo Imagen, en el 90.5 del FM y en diversas estaciones repetidoras en todo México. Transmitida a su vez por televisión en el Canal 108 del Sistema Sky de septiembre de 2001 a noviembre de 2002.
En diciembre de 2001 colaboró con el programa Ponchichow con presentaciones originales sobre temas científicos y tecnológicos transmitidas de lunes a viernes a las 21:00 horas por el Canal 42 de Cablevisión, programa era dirigido y conducido por Andrés Bustamente.
De abril de 2004 a marzo de 2006, fue coconductor y codirector de su programa El Explicador junto con María de los Ángeles Aranda, con una hora de duración transmitido de lunes a viernes por la hoy extinta Radio Monitor, por el 1560 y 1320 de AM. En ese período fue colaborador y analista del programa Monitor Matutino conducido por José Gutiérrez Vivó, transmitido a nivel nacional por la cadena MVS y en televisión en el Canal 52.
De enero de 2009 a mayo de 2012 su programa El Explicador se transmitió de lunes a viernes con una hora de duración en la frecuencia 102.5 de MVS Radio y como pódcast.
En 2009 realizó el análisis y corrección de contenidos de los guiones para la serie científica infantil “T Reto” para el Canal 11 de televisión.
En 2012 colaboró con en programa Gregoria la Cucarácha transmitido por el Canal 22.
En 2012 colaboró con en programa La Historia de Todos Nosotros transmitido por el History Channel.
De marzo de 2014 a noviembre de 2015 su programa El Explicador se transmitió de lunes a viernes en la frecuencia 860 AM Radio Capital en la Ciudad de México, el Estado de México y Michoacán y como pódcast en el sitio ofocial de la empresa.
De noviembre de 2014 a octubre de 2016 codirigió, condujo y diseño elementos visuales del programa El Explicador con emisión de dos programas semanales y repetido en diversos horarios por GreenTV y Efekto TV
En 2016 condujo, participó en el diseño de los contenidos y el guion del programa La Ciencia del Deporte transmitido en el sistema Una Voz con Todos a nivel nacional. Fue dirigido por Enrique Arroyo.
Desde noviembre de 2012 ofrece en su sitio de internet El Explicador tanto su pódcast y videos de lunes a viernes con una hora de duración como programas transmitidos en la radio convencional.

## Publicaciones
- El universo en una gota
- Caminito de plata

### En coautoría con María de los Ángeles Aranda
- Máquinas

## Premios y distinciones
- Premio Nacional de Periodismo en la categoría Periodismo Científico del Club de Periodistas de México (1999).
- Premio Nacional de Periodismo en la categoría Programa Cultural (2011).[2][3]